# Godigisel
Godigisel (359 – 405/6) was koning van de Vandaalse Asdingen vanaf ongeveer 400. Hij sneuvelde in 405 of 406 tijdens een gevecht met de Franken.
Godigisel is vooral bekend geworden als de vader van Geiserik, die in 428 koning werd van de Vandalen en een krachtig koninkrijk vestigde in het noorden van Noord-Afrika.

## Biografie
Tijdens zijn bewind verbleven de Asdingen in Pannonia als foederati van de Romeinen. In 400 of 401, vermoedelijk als gevolg van invallen door de Hunnen, besloot Godigisel het zestig jaar daarvoor gesloten verdrag met de Romeinen op te zeggen en met zijn volk naar het westen te trekken. Met de Asdingen verlieten ook de Alanen hun woongebieden. De Romeinse generaal Stilicho voerde uitgebreid campagne tegen de opstandelingen en versloeg Godigisel in Raetia in 401, waarna deze met zijn volk en de Alanen verder noordwaarts trok.In het gebied van wat nu Zuid-Duitsland is, aangekomen troffen zij hun stamverwanten de Silingen die zich bij het volk van Godigisel aansloten.
Rond 405 of 406 verzamelde Godigisel zijn volk (Vandalen, bestaande uit Asdingen en Silingen) ergens in de buurt van de oostoever van de Rijn. Daar raakten zij in oorlog met de Franken en bij verschillende gevechten verloren zij volgens Renatus Profuturus Frigeridus 20.000 krijgers en ook Godigisel zelf sneuvelde. Hij werd opgevolgd door zijn oudste zoon, Gunderik, die met de Vandalen en Alanen de Rijn overstak, in Gallië verschillende steden plunderde en uiteindelijk in september of oktober 409 naar Spanje trok.